# 贝伦布尔
贝伦布尔是德国下萨克森州的一个市镇。总面积6.42平方公里，总人口2580人，其中男性1265人，女性1315人（2011年12月31日），人口密度402人/平方公里。